# Franz Heinrich Kaiser
Franz Heinrich Kaiser, född 25 april 1891, död 13 mars 1962, var en tysk astronom.
Han arbetade vid observatoriet i Heidelberg och mellan 1911 och 1914. Under denna tid upptäckte han 21 asteroider.
Asteroiden 3183 Franzkaiser är uppkallad efter honom.

## Asteroider upptäckta av Kaiser
| 717 Wisibada  | 26 augusti 1911  |
| 720 Bohlinia  | 18 oktober 1911  |
| 721 Tabora    | 18 oktober 1911  |
| 738 Alagasta  | 7 januari 1913   |
| 742 Edisona   | 23 februari 1913 |
| 743 Eugenisis | 25 februari 1913 |
| 745 Mauritia  | 1 mars 1913      |
| 746 Marlu     | 1 mars 1913      |
| 759 Vinifera  | 26 augusti 1913  |
| 760 Massinga  | 28 augusti 1913  |
| 761 Brendelia | 8 september 1913 |

| 763 Cupido       | 25 september 1913 |
| 764 Gedania      | 26 september 1913 |
| 765 Mattiaca     | 26 september 1913 |
| 766 Moguntia     | 29 september 1913 |
| 773 Irmintraud   | 22 december 1913  |
| 777 Gutemberga   | 24 januari 1914   |
| 778 Theobalda    | 25 januari 1914   |
| 786 Bredichina   | 20 april 1914     |
| 788 Hohensteina  | 28 april 1914     |
| 1265 Schweikarda | 18 oktober 1911   |